# Eric Pridie
Sir Eric Pridie, britanski general, * 1896, † 1978.